# Lista dos atuais campeões na Ring of Honor

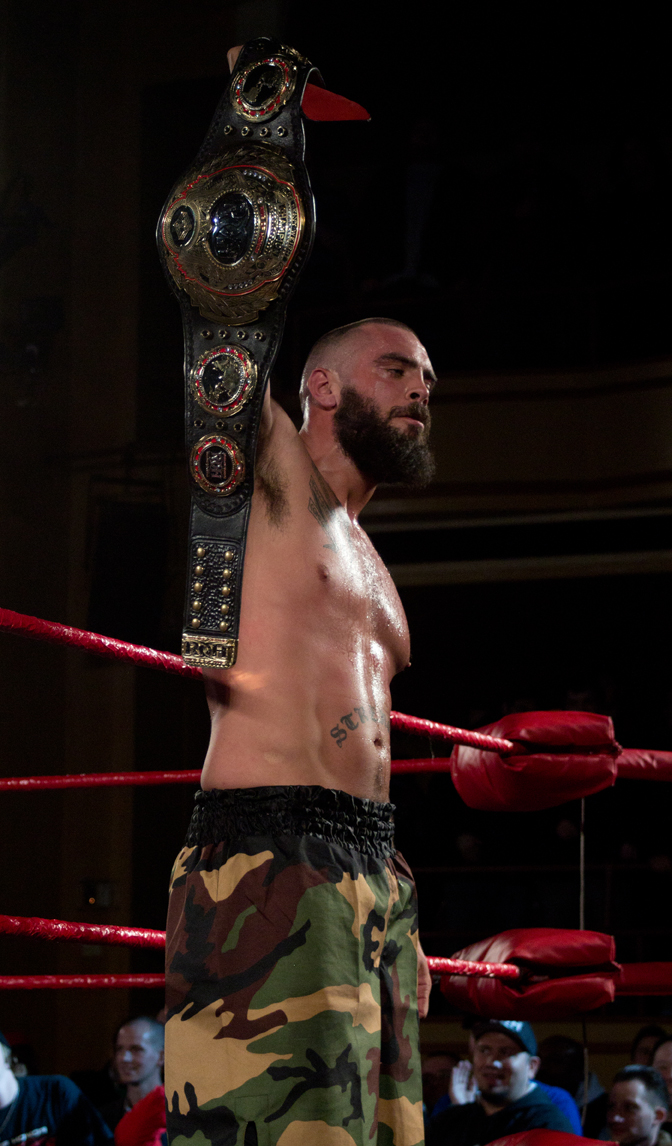
Jay Briscoe como campeão mundial da ROH em abril de 2013.

Este anexo é uma lista de todos os atuais campeões na Ring of Honor (ROH), uma promoção de luta profissional com base em Bristol, Pensilvânia, atualizada em 15 de março de 2025. Os detentores dos títulos são determinados com a realização de lutas de wrestling profissional, onde os vencedores de cada combate são pré-determinados por um roteiro. Os campeonatos podem ser defendidos no programa semanal da empresa, chamado de Ring of Honor Wrestling, bem como nos seus ipay-per-views.
São dois os títulos individuais em atividade: o Campeonato Mundial da ROH e o Campeonato Mundial Televisivo, juntamente com um Campeonato Mundial de Duplas e o Campeonato Mundial de Trios. A lista inclui o número de vezes que o lutador foi campeão, data e local da vitória e a descrição da conquista.
O Campeonato Mundial da ROH ocupa o topo da hierarquia dos títulos da empresa, tendo como atual campeão Rush, que está em seu segundo reinado; ele derrotou PCO no Gateway to Honor. em 29 fevereiro de 2020. O Campeonato Mundial Televisivo possui uma importância menor que o Campeonato Mundial, e tem como campeão Dragon Lee, que está em seu primeiro reinado; Lee conquistou o campeonato após derrotar Shane Taylor no Final Battle. em 13 de dezembro de 2019.
Jay Lethal  e Jonathan Gresham são os atuais campeões mundiais de duplas da ROH, e estão em seu primeiro reinado. Eles ganharam os títulos após derrotarem The Briscoe Brothers (Jay Briscoe e Mark Briscoe) no Final Battle em 13 de dezembro de 2019. Mexa Squad
(Bandido, Flamita, e Rey Horus) são os atuais Campeões Mundiais de Trios da ROH, tendo derrotado Villain Enterprises (Marty Scurll, Brody King e Flip Gordon) no Saturday Night at Center Stage em 11 de janeiro de 2020.

## Campeões
| Campeonato                           | Atual(ais) campeão(ões) | Atual(ais) campeão(ões)                    | Reinado | Data da vitória         | Retem o título há (em dias) | Local                 | Notas | Ref.   |
| ------------------------------------ | ----------------------- | ------------------------------------------ | ------- | ----------------------- | --------------------------- | --------------------- | --- | ------ |
| Campeonato Mundial da ROH            |                         | Rush                                       | 2       | 29 de fevereiro de 2020 | 1841                        | St. Charles, Missouri | Derrotou PCO no Gateway to Honor.                                                                          | [ 10 ] |
| Campeonato Mundial Televisivo da ROH |                         | Dragon Lee                                 | 1       | 13 de dezembro de 2019  | 1919                        | Baltimore, Maryland   | Derrotou Shane Taylor no Final Battle.                                                                     | [ 11 ] |
| Campeonato Mundial de Duplas da ROH  |                         | Jay Lethal e Jonathan Gresham              | 1       | 13 de dezembro de 2019  | 1919                        | Baltimore, Maryland   | Derrotaram The Briscoe Brothers (Jay Briscoe e Mark Briscoe) no Final Battle.                              | [ 12 ] |
| Campeonato Mundial de Trios da ROH   |                         | Mexa Squad (Bandido, Flamita, e Rey Horus) | 1       | 11 de janeiro de 2020   | 1890                        | Atlanta, Georgia      | Derrotaram Villain Enterprises (Marty Scurll, Brody King e Flip Gordon) no Saturday Night at Center Stage. | [ 9 ]  |

## Biografias no site da ROH
- Perfil de Cody
- Perfil de Matt Jackson
- Perfil de Nick Jackson
- Perfil de Dalton Castle